# Абе Ута
Ута Абе (яп. 阿部 詩, нар. 20 липня 2000, Кобе, Префектура Хіого, Японія) — японська дзюдоїстка, олімпійська чемпіонка, чотириразова чемпіонка світу. Має брата Хіфумі Абе, який також є чемпіоном світу.

## Виступи на Олімпіадах
| Змагання                    | Місце проведення | Вагова категорія | Місце      |
| --------------------------- | ---------------- | ---------------- | ---------- |
| Літні Олімпійські ігри 2020 | Токіо, Японія    | до 52 кг         | Золото     |
| Літні Олімпійські ігри 2020 | Токіо, Японія    | змішана команда  | Срібло     |
| Літні Олімпійські ігри 2024 | Париж, Франція   | до 52 кг         | 9-те місце |
| Літні Олімпійські ігри 2024 | Париж, Франція   | змішана команда  | Срібло     |

### Виступи на Чемпіонатах світу
| Змагання                     | Місце проведення    | Вагова категорія | Місце  |
| ---------------------------- | ------------------- | ---------------- | ------ |
| Чемпіонат світу з дзюдо 2018 | Баку, Азербайджан   | до 52 кг         | Золото |
| Чемпіонат світу з дзюдо 2019 | Токіо, Японія       | до 52 кг         | Золото |
| Чемпіонат світу з дзюдо 2022 | Ташкент, Узбекистан | до 52 кг         | Золото |
| Чемпіонат світу з дзюдо 2023 | Доха, Катар         | до 52 кг         | Золото |

### Виступи на змаганнях молодших вікових груп
| Змагання                                   | Місце проведення | Вагова категорія | Місце  |
| ------------------------------------------ | ---------------- | ---------------- | ------ |
| Чемпіонат світу з дзюдо серед юніорів 2017 | Загреб, Хорватія | до 52 кг         | Золото |